# Lynn Shore Reservation
Das Gebiet Lynn Shore Reservation ist ein 89,2 km² großes Küstenschutzgebiet in Lynn im Bundesstaat Massachusetts der Vereinigten Staaten. Das Gebiet wird vom Department of Conservation and Recreation verwaltet und ist Teil des Metropolitan Park System of Greater Boston. Das Schutzgebiet besteht aus mehreren Stränden sowie Freizeit- und Erholungsbereichen.
Entlang des Lynn Shore Drive sowie der Nahant Bay, einer kleinen Bucht des Atlantiks, befinden sich von Norden nach Süden King's Beach, Red Rock Park und Lynn Beach. Im Schutzgebiet gibt es darüber hinaus Sportplätze, die teilweise auch im Nahant Beach Reservation liegen.